# Lemmeströ socken
Lemmeströ socken ingick i Vemmenhögs härad och uppgick 4 april 1781 i Gustavs socken och området är nu en del av Svedala kommun.
I socknen låg Lemmeströ kyrka var rester nu utgör Lemmeströ kyrkoruin.

## Administrativ historik
Socknen har medeltida ursprung.
4 april 1781 uppgick Lemmeströ församling i Gustavs församling.

## Namnet
Namnet skrevs 1356 Laemitsriidh.